# Schilderpräger

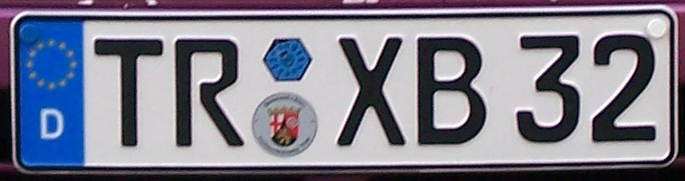
Ein deutsches Kfz-Kennzeichen

Schilderpräger sind Gewerbebetriebe, die im Umfeld einer Zulassungsstelle Kraftfahrzeugkennzeichen herstellen.

## Kartellrechtliche Bedeutung
Aufgrund der Eigenheiten des Gewerbes haben die Schilderpräger eine lange Tradition in der deutschen Kartellrechtssprechung. Als Standort für eine Schilderprägerfiliale kommen nämlich nur wenige Grundstücke in Betracht: Nachdem die potentiellen Kunden von der Zulassungsstelle ihr Kennzeichen mitgeteilt bekommen haben, müssen sie einen Schilderpräger aufsuchen und dann mit dem fertigen Nummernschild wieder bei der Behörde vorstellig werden. Typischerweise werden die Kunden dabei einen Schilderpräger in unmittelbarer Nähe der Zulassungsstelle aufsuchen. Solche, die mehr als nur wenige hundert Meter von der Zulassungsstelle entfernt liegen, kommen dabei typischerweise nicht in Betracht.
Dies führt dazu, dass die Eigentümer der geeigneten Grundstücke sowie die Schilderpräger, die die begehrtesten Grundstücke erlangen konnten, regelmäßig marktbeherrschend sind, wodurch sie Normadressaten von § 19 und § 20 GWB werden. Sie müssen dementsprechend die Vermietung ihrer Grundstücke diskriminierungsfrei ausschreiben, dürfen weder ihren Vermieter zu Konkurrenzverboten zwingen noch ihren Mietern eine Zusammenarbeit mit „Großfilialisten“ untersagen. Die Mietverträge von besonders begehrten Grundstücken dürfen zudem höchstens für eine Dauer von fünf Jahren abgeschlossen werden. Die Kommunen dürfen, sofern private Betriebe am Ort existieren, keinen eigenen Schilderprägedienst anbieten, sie müssen es zudem dulden, dass auf dem Gelände der Zulassungsstelle Hinweisschilder auf weiter entfernte Prägebetriebe angebracht werden.

### Bußgelder gegen deutsche Schilderpräger
Das Bundeskartellamt stellt in seinem Fallbericht vom 29. Mai 2020 fest, dass spätestens seit dem Jahr 2000 u. a. Vertreter von Kroschke, EHA, Astorga und Tönjes den Wettbewerb auf den lokalen Märkten für den Verkauf von geprägten Kfz-Schildern beschränkten. Es wurden in diesem Zusammenhang Bußgelder in Höhe von insgesamt rund acht Millionen Euro verhängt.